# Galeodes aulicus
Galeodes aulicus är en spindeldjursart som beskrevs av Hirst 1908. Galeodes aulicus ingår i släktet Galeodes och familjen Galeodidae. Inga underarter finns listade i Catalogue of Life.